# Chokri Belaid
Chokri Belaid (en árabe: 2 شكري بلعيد‎; Jendouba, Túnez, 26 de noviembre de 1964 - Túnez, Túnez, 6 de febrero de 2013) fue un abogado y político tunecino que lideró el principal partido de la oposición, el Movimiento Patriótico Democrático. Durante los regímenes de Habib Burguiba y Zine El Abidine Ben Ali estuvo encarcelado. Tras la caída del régimen tunecino, fue miembro de la Alta Instancia para la Realización de los Objetivos de la Revolución, de la Reforma Política y de la Transición Democrática. Proponiendo una ideología marxista, se mostró crítico con el gobierno del partido islamista Ennahda. El 6 de febrero de 2013 fue asesinado a balazos frente a su casa.